# Ritchie Valens
Ritchie Valens, właśc. Richard Steven Valenzuela (ur. 13 maja 1941 w Pacoimie, zm. 3 lutego 1959 w Clear Lake) – amerykański muzyk rockowy, wokalista, gitarzysta i kompozytor pochodzenia meksykańsko-hiszpańskiego.

## Życiorys
Dorastał w biednej rodzinie w Pacoimie pod Los Angeles, mieszkał w slumsach niedaleko farmy. Pracował przy pakowaniu pomarańczy na farmie. W wieku 10 lat stracił ojca. W 1957 nad boiskiem szkoły, w której uczył się Ritchie zderzyły się dwa samoloty, zabijając kilku jego przyjaciół. Richarda nie było wtedy w szkole, gdyż był na pogrzebie dziadka. Od tej pory bał się samolotów i często miał koszmary.
Już w wieku 5 lat zaczął interesować się muzyką. Samodzielnie nauczył się grać na gitarze, trąbce i perkusji. Mimo że był leworęczny, grał na gitarze prawą ręką. W wieku 16 lat przyłączył się jako gitarzysta, a wkrótce także i wokalista, do lokalnego zespołu The Silhouettes. W maju 1958 został dostrzeżony na koncercie przez właściciela niewielkiej wytwórni płytowej, Boba Keane. Występ zrobił wrażenie i Keane zaproponował Valenzueli nagranie kilku piosenek. Nagrania odbyły się 27 maja w domu Keane’a w Silver Lake. Po nagraniu Richard podpisał umowę z wytwórnią Keane’a Del-Fi, wtedy też producent nadał mu pseudonim sceniczny, zmieniając zdrobnienie imienia na Ritchie (w odróżnieniu od popularnego wtedy „Richie”) oraz skracając nazwisko na Valens. Po kilku domowych sesjach w lipcu 1958 odbyły się profesjonalne nagrania Ritchiego z zespołem. Pierwszą nagraną piosenką było „Come On, Let’s Go”, a następnymi były „La Bamba” i „Donna”, które wkrótce stały się wielkimi przebojami. Jesienią Valens rzucił szkołę i oddał się karierze muzycznej. Podróżował po całych Stanach oraz występował w popularnych programach telewizyjnych u boku największych ówczesnych gwiazd.

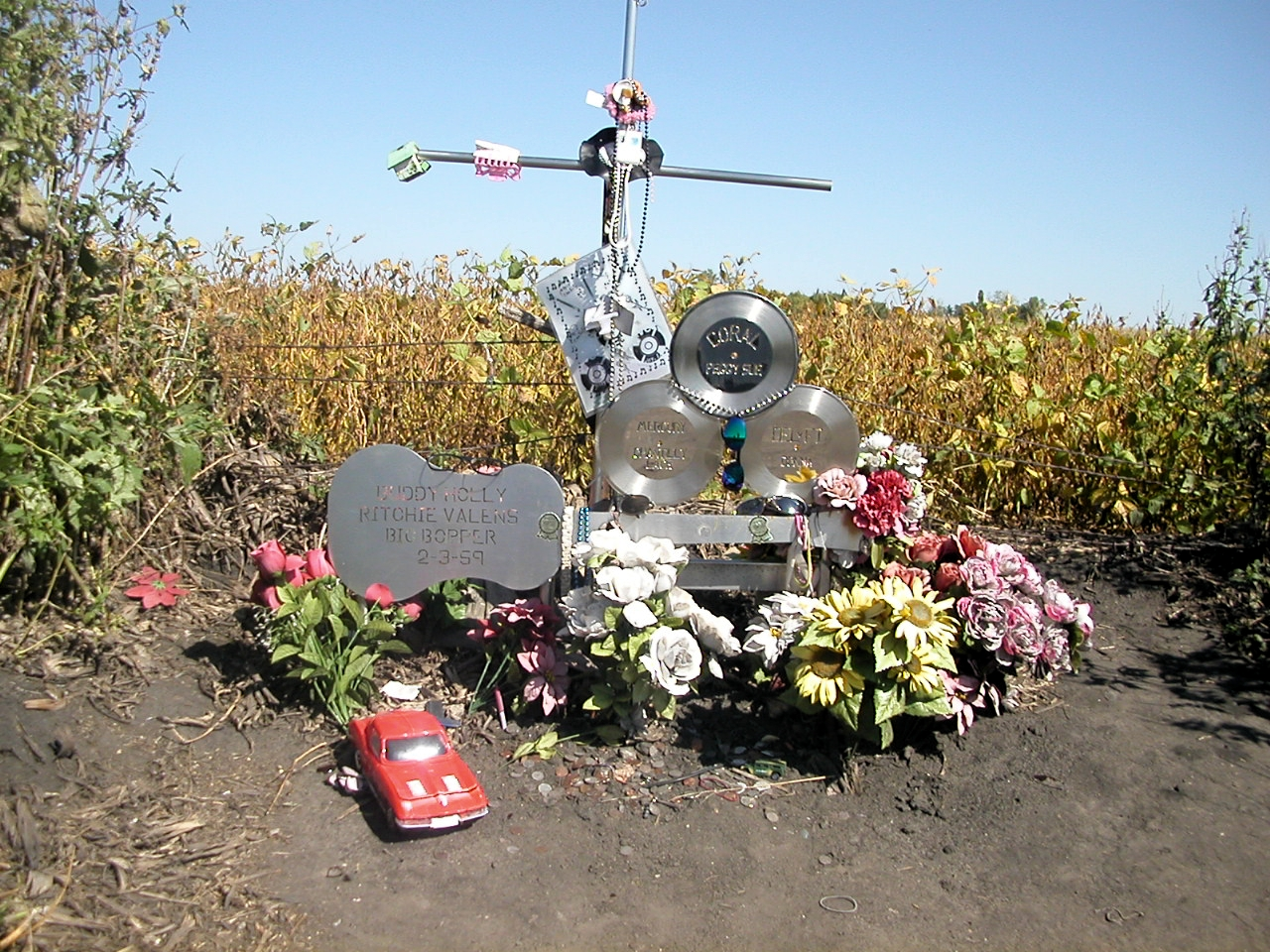
Pomnik w miejscu katastrofy

Tak dobrze rozpoczęta kariera muzyczna została nagle przerwana tragiczną śmiercią artysty. 3 lutego 1959 zginął w wypadku lotniczym, nazwanym później „dniem, w którym umarła muzyka”. W tym samym wypadku zginęli także dwaj inni muzycy rockowi: Buddy Holly i Jiles Perry Richardson. Miał tylko 17 lat. Był jednym z pionierów rock and rolla. Jako pierwszy wprowadził do rocka elementy muzyki latynoskiej (zob. rock latynoski). W 1987 powstał o nim film biograficzny, pt. La Bamba. W 2001 Ritchie Valens pośmiertnie został wprowadzony do Rock and Roll Hall of Fame.

## Dyskografia
- 1959: Ritchie Valens
- 1960: In Concert at Pacoima Jr. High (live)
- 1963: Ritchie